# Anomalopsylla insignita
Anomalopsylla insignita är en insektsart som beskrevs av Leonard D. Tuthill 1952. Anomalopsylla insignita ingår i släktet Anomalopsylla och familjen rundbladloppor. Inga underarter finns listade i Catalogue of Life.